# 隔站停靠

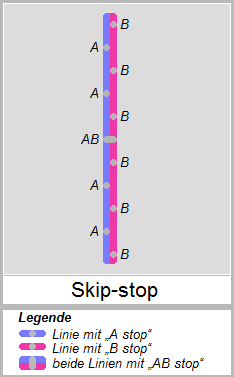
路線上的跳站交通示意圖

隔站停靠是公共交通的運作模式之一，透過公共交通路線上的部分列车（或者公共汽车）以選擇性的方式停靠站点，以减少旅行时间及增加運輸能力。由於停靠站點的方式有如青蛙跳躍，因而又稱為「跳蛙式」停靠或「跳站」停靠。此模式在公交和轨道交通中均有应用。

## 轨道交通
在轨道交通中运用隔站停靠时，轨道交通运营商通常会根据车站客流的大小将一条线路上的所有车站分为主要车站和次要车站两种。线路上运营的全部列车均会停靠主要车站，但只有一半列车会停靠次要车站。如一条线路中有七个车站，其中第一、四、七站为主要车站，第二、三、五、六站为次要车站，则在应用隔站停靠时，由第一站开往第七站的每两列车中，一列车会停靠第一、二、四、五、七站，而另一列车会停靠第一、三、四、六、七站。在轨道交通中，隔站停靠通常只在高峰时段内应用。
在部分城市轨道交通系统，如美國纽约地铁中，隔站停靠的两列车会被认为分属于两条不同的线路。而在其他城市轨道交通系统，如费城SEPTA中，隔站停靠的两列车被认为同属于一条线路，次要车站依照停靠的列车被分为A、B两类。隔站停靠的两列车以车上的灯光区分，一辆只停靠主要车站及A类次要车站，而另一辆只停靠主要车站及B类次要车站。
隔站停靠在不改造现有轨道交通系统的情况下实现了列车运行速度的提高及线路运力的增加，但也造成了需要在分别由不同列车停靠的次要车站之间旅行的乘客的不便。

## 隔站停靠例子
- 纽约地铁BMT牙买加线于高峰时段，部分路线会采取隔站停靠的方式行驶两列。
- 长春公交：362 路（每站必停）、363（只停少数几大站）；221路（每站必停）、321路（只停少数大站，且对线路截弯取直）
- 重庆公交：江北中医院站和观音桥东环路站，所有途径公交仅停靠其中一站，以避免出现公交车进站排队时间过长的问题